# Demokratikus nevelésért és tanulásért egyesület
Az Egyesület 2011-ben alakult meg az Európai demokratikus oktatási közösség (EUDEC) magyarországi tagozataként. Honlapja a www.demokratikusneveles.hu oldalon található. Az egyesület célja demokratikus iskolák létrehozása Magyarországon és a létezö iskolák demokratizálása. Az egyesület támogatja az otthon tanítókat és kritikusan szemléli a magyar iskolarendszer antidemokratikus jellemzöit.

## Konferenciák
I. Demokratikus Nevelés konferencia, Budapest 2018 március 4.
II. Demokratikus Nevelés konferencia, Budapest 2019 március 10.

## Magyarországi demokratikus iskolakisérletek
Horizont Iskola, Egerszalók (2016/2017)
Malom Alom demokratikus tanuló közösség 2016-
Kürt Gimnázium Archiválva 2019. február 2-i dátummal a Wayback Machine-ben (??-

## Külföldi hires demokratikus iskolák
Falko Peschel iskolája Harzbergben, Németországban (2012-
Summerhill, Anglia
Sands iskola, Anglia
Hadera Demokratikus Iskola, Izrael

## A demokratikus iskolák mozgalmának neves képviselöi
- W.B. Curry
- Alexander Sutherland Neill
- John Caldwell Holt
- George Dennison
- James Herndon
- Falko Peschel